# 佐藤茂 (官僚)
佐藤 茂（さとう しげる、1888年（明治21年）9月18日 - 没年不明）は、大正から昭和時代前期の台湾総督府官僚。

## 経歴
宮城県伊具郡に生まれる。1904年（明治37年）3月、亘理蚕業学校を修了する。1911年（明治44年）12月、台湾総督府巡査を拝命し、1918年（大正7年）5月、府普通試験に合格。以来、台南庁属、台南州兵事係長、府地方課勤務を経て、1939年（昭和14年）12月、台北州蘇澳郡守に就任した。1941年（昭和16年）6月、新竹州中壢郡守に転じた。